# 徐水区
徐水区（じょすい-く）は中華人民共和国河北省保定市に位置する市轄区。

## 歴史
981年（太平興国6年）、宋朝により設置された静戎軍を前身とする。1004年（景徳元年）に安粛県と改称され安粛軍の軍治が置かれた。金代になると安粛州の州治とされ、元代には安粛県は廃止となり管轄区域は安粛州の直轄とされた。1369年（洪武2年）、明朝は安粛州を安粛県と改編、1914年（民国3年）に徐水県と改称され、2015年4月28日から市轄区に昇格。

## 行政区画
- 鎮:安粛鎮、崔荘鎮、大因鎮、遂城鎮、高林村鎮、大王店鎮、漕河鎮、東史端鎮、留村鎮、正村鎮
- 郷:戸木郷、瀑河郷、東釜山郷、義聯荘郷